# Grand Prix Argentyny 1973
Grand Prix Argentyny 1973 (oryg. Gran Premio de la Republica Argentina) – pierwsza runda Mistrzostw Świata Formuły 1 w sezonie 1973, która odbyła się 28 stycznia 1973, po raz dziewiąty na torze Autódromo Oscar Alfredo Gálvez.
10. Grand Prix Argentyny, dziewiąte zaliczane do Mistrzostw Świata Formuły 1.

## Wyniki

### Wyścig
| Poz. | Nr. | Kierowca             | Konstruktor       | Okrążeń | Czas/powód NU      | Poz. start. | Punktów |
| ---- | --- | -------------------- | ----------------- | ------- | ------------------ | ----------- | ------- |
| 1    | 2   | Emerson Fittipaldi   | Lotus-Ford        | 96      | 1:56:18.2          | 2           | 9       |
| 2    | 8   | François Cevert      | Tyrrell-Ford      | 96      | 4.69               | 6           | 6       |
| 3    | 6   | Jackie Stewart       | Tyrrell-Ford      | 96      | 33.19              | 4           | 4       |
| 4    | 18  | Jacky Ickx           | Ferrari           | 96      | 42.57              | 3           | 3       |
| 5    | 14  | Denny Hulme          | McLaren-Ford      | 95      | + 1 okrążenie      | 8           | 2       |
| 6    | 12  | Wilson Fittipaldi    | Brabham-Ford      | 95      | + 1 okrążenie      | 13          | 1       |
| 7    | 32  | Clay Regazzoni       | BRM               | 93      | + 3 okrążenia      | 1           |         |
| 8    | 16  | Peter Revson         | McLaren-Ford      | 92      | + 4 okrążenia      | 11          |         |
| 9    | 20  | Arturo Merzario      | Ferrari           | 92      | + 4 okrążenia      | 14          |         |
| 10   | 22  | Mike Beuttler        | March-Ford        | 90      | Zawieszenie        | 18          |         |
| NU   | 24  | Jean-Pierre Jarier   | March-Ford        | 84      | Radiator           | 17          |         |
| NU   | 30  | Jean-Pierre Beltoise | BRM               | 79      | Silnik             | 7           |         |
| NS   | 38  | Howden Ganley        | Iso Marlboro-Ford | 79      | Nie sklasyfikowany | 19          |         |
| NU   | 4   | Ronnie Peterson      | Lotus-Ford        | 67      | Ciśnienie oleju    | 5           |         |
| NU   | 34  | Niki Lauda           | BRM               | 66      | Ciśnienie oleju    | 13          |         |
| NU   | 10  | Carlos Reutemann     | Brabham-Ford      | 16      | Skrz. biegów       | 9           |         |
| NU   | 26  | Mike Hailwood        | Surtees-Ford      | 10      | Wał prz. napędu    | 10          |         |
| NU   | 28  | Carlos Pace          | Surtees-Ford      | 10      | Zawieszenie        | 15          |         |
| NU   | 36  | Nanni Galli          | Iso Marlboro-Ford | 0       | Silnik             | 16          |         |

### Najszybsze okrążenie
- Emerson Fittipaldi – 1:11.22